# Methley (ciruela)
Methley es una variedad cultivar de ciruelo (Prunus salicina), de las denominadas ciruelas japonesas (aunque las ciruelas japonesas en realidad se originaron en China, fueron llevadas a los EE. UU. a través de variedades que estaban cultivadas en Japón en el siglo XIX),
una variedad de ciruela que se ha originado en "Elk Grove", Sacramento County (California), mediante el cruce de Prunus cerasifera x Prunus salicina. Las frutas tienen una pulpa de color rojo granate, transparente cuando es muy madura, con textura blanda, bastante jugosa, y su sabor es dulce, muy agradable, aunque sin aroma, siendo agridulce junto al hueso. Tolera las zonas de rusticidad según el departamento USDA, de nivel 5 a 9.

## Sinonimia
- "Methley plum",
- "Cherry plum".

## Historia
'Methley' variedad de ciruela, de las denominadas ciruelas japonesas de la progenie de Prunus salicina, que fueron desarrolladas y cultivadas por primera vez a finales del siglo  XIX en el jardín del famoso horticultor Luther Burbank en Santa Rosa (California). Burbank realizaba investigaciones en su jardín personal y era considerado un artista del fitomejoramiento, que intentaba muchos cruces diferentes mientras registraba poca información sobre cada experimento.
Las ciruelas 'Methley' se originaron en "Elk Grove", Sacramento County (California), presumiblemente como resultado del cruce de Prunus cerasifera x Prunus salicina.
'Methley' está cultivada en el Banco de germoplasma de cultivos vivos de la Estación experimental Aula Dei de Zaragoza.

## Características

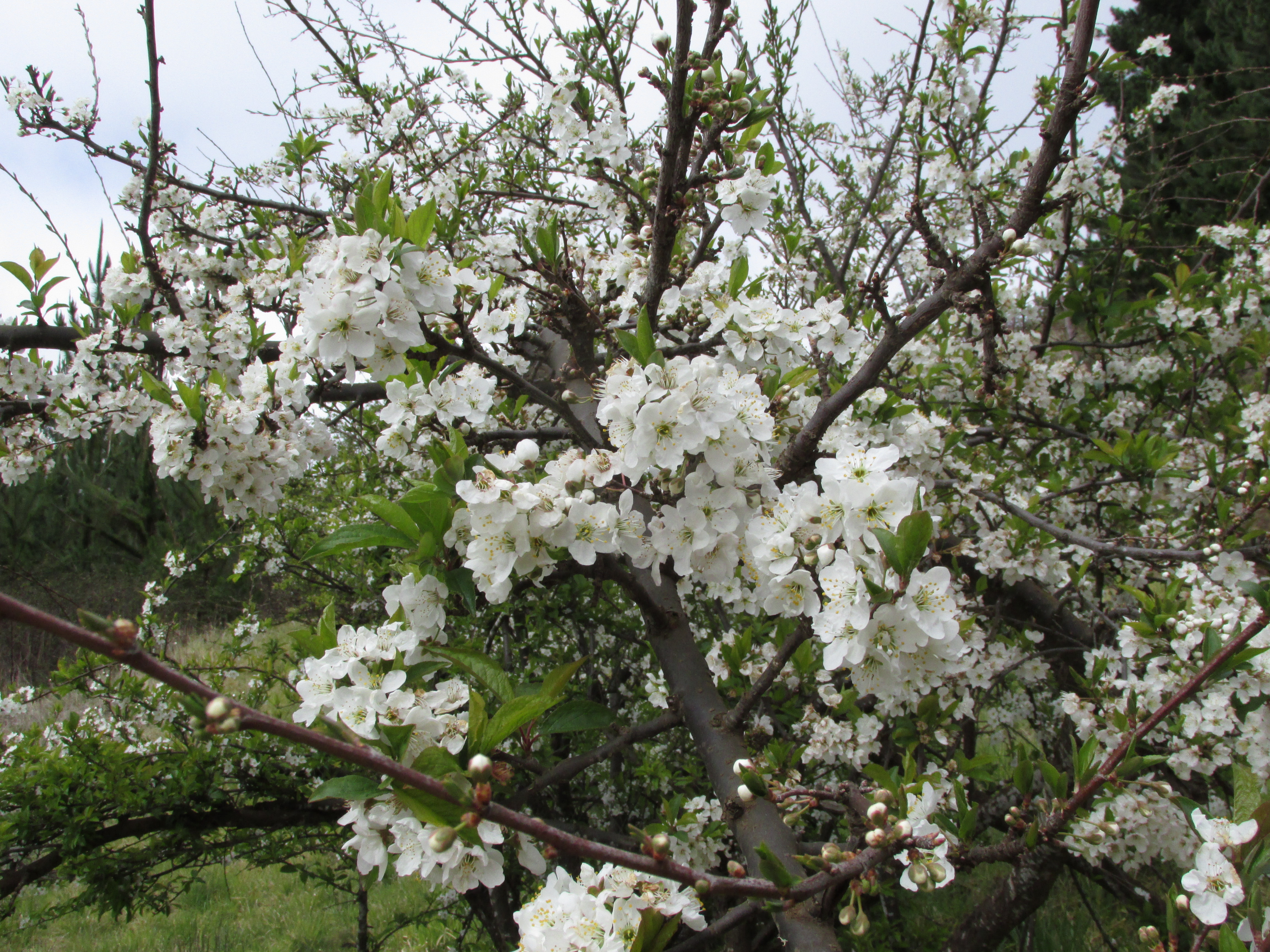
Floración del ciruelo Methley.

'Methley' árbol de porte extenso, moderadamente vigoroso, erguido. Las flores deben aclararse mucho para que los frutos alcancen un calibre más grueso. Tiene un tiempo de floración que comienza a partir del 16 de abril con el 10% de floración, para el 20 de abril tiene una floración completa (80%), y para el 29 de abril tiene un 90% de caída de pétalos.
'Methley' tiene una talla de tamaño de pequeño a medio, de forma redondeada-cordada, ligeramente apuntada, simétrica; piel muy fuerte, algo ácida, se desprende con facilidad, con pruina azulada muy abundante, sin pubescencia, su epidermis de color rojo sangre pasando a morado o casi negro, uniforme, presenta lenticelas abundantes de tamaño diminuto, blanquecino, sin aureola, y zona de sutura casi imperceptible, superficial; pulpa de color rojo granate, transparente cuando es muy madura, desprendiendo la piel en la zona de la sutura, queda debajo de ésta una línea casi negra muy marcada, su textura es blanda, bastante jugosa, y su sabor es dulce, muy agradable, aunque sin aroma, siendo agridulce junto al hueso.
Hueso adherente, pequeño, elíptico puntiagudo, con surco dorsal poco marcado, los laterales casi superficiales, marcados sólo por una línea o, por el contrario, sustituidos por una cresta algo saliente, y las caras laterales lisas.
Su tiempo de recogida de cosecha se inicia en su maduración desde la tercera decena de junio a la primera de julio.

## Usos
Se utiliza para su consumo en fresco, así mismo la ciruela 'Methley' se utiliza en pastelería y en la elaboración de mermeladas.